# Ctenichneumon albomaculatus
Ctenichneumon albomaculatus är en stekelart som först beskrevs av Tohru Uchida 1956.  Ctenichneumon albomaculatus ingår i släktet Ctenichneumon och familjen brokparasitsteklar. Inga underarter finns listade i Catalogue of Life.